# Liste der numidischen Künstler
Die Liste der numidischen Künstler verzeichnet die bekannten numidischen und punischen Künstler, Handwerker und Kunsthandwerker des Altertums.
| Name       | Herkunft | Profession      | Zeit           | Anmerkungen                                                      |
| ---------- | -------- | --------------- | -------------- | ---------------------------------------------------------------- |
| ʿAbdarisch | Numidien | Steinmetz       | 2. Jh. v. Chr. | Am Bau des Pfeilergrabmals in Thugga beteiligt                   |
| Ankan      | Numidien | Zimmermann      | 2. Jh. v. Chr. | Am Bau des Pfeilergrabmals in Thugga beteiligt                   |
| Aṭban      | Numidien | Architekt       | 2. Jh. v. Chr. | Leitender Architekt beim Bau des Pfeilergrabmals in Thugga       |
| Ḥanno      | Punien   | Architekt       | 2. Jh. v. Chr. | Erbauer des Tempels für den Kult des Königs Massinissa in Thugga |
| Managai    | Numidien | Steinmetz       | 2. Jh. v. Chr. | Am Bau des Pfeilergrabmals in Thugga beteiligt                   |
| Masidil    | Numidien | Zimmermann      | 2. Jh. v. Chr. | Am Bau des Pfeilergrabmals in Thugga beteiligt                   |
| Nipṭasan   | Punien   | Architekt       | 2. Jh. v. Chr. | Erbauer des Tempels für den Kult des Königs Massinissa in Thugga |
| Papai      | Numidien | Eisenhandwerker | 2. Jh. v. Chr. | Am Bau des Pfeilergrabmals in Thugga beteiligt                   |
| Schafot    | Numidien | Eisenhandwerker | 2. Jh. v. Chr. | Am Bau des Pfeilergrabmals in Thugga beteiligt                   |
| Tamôn      | Numidien | Bauhandwerker   | 2. Jh. v. Chr. | Am Bau des Pfeilergrabmals in Thugga beteiligt                   |
| Warsakan   | Numidien | Bauhandwerker   | 2. Jh. v. Chr. | Am Bau des Pfeilergrabmals in Thugga beteiligt                   |
| Zazai      | Numidien | Bauhandwerker   | 2. Jh. v. Chr. | Am Bau des Pfeilergrabmals in Thugga beteiligt                   |
| Zimer      | Numidien | Steinmetz       | 2. Jh. v. Chr. | Am Bau des Pfeilergrabmals in Thugga beteiligt                   |